# Mai 1858

## Événements
- Mai - août : constitution de la Roumanie (1858-1878). Napoléon III convoque en mai à Paris une conférence des représentants de sept puissances (France, Royaume-Uni, Autriche, Prusse, Russie, Sardaigne et Turquie) qui aboutit à la Convention du 7-19 août octroyant un nouveau statut aux principautés : elles forment les « Principautés unies de Moldavie et de Valachie », chacune avec un prince autochtone, un gouvernement et une assemblée élue au suffrage censitaire, mais avec une cour de justice commune ; les privilèges des boyards sont abolis et un nouveau statut des paysans doit être élaboré. La Porte conserve sa suzeraineté et doit approuver l’élection du prince.

- 3 mai : battus à Grahovo, les Ottomans doivent reconnaître en novembre l’indépendance du Monténégro sous la pression des grandes puissances.

- 11 mai : le Minnesota devient le trente-deuxième État de l'Union américaine.

- 20 mai : en Mauritanie, le général français Faidherbe, gouverneur du Sénégal impose la souveraineté française aux tribus Trarza qui contrôlaient les escales du bas Sénégal et rançonnaient les commerçants.

- 28 mai : traité d'Aigun entre la Chine et la Russie. Les Russes annexent les territoires au Nord de l’Amour (600 000 km²) en échange de leur soutien contre les Taiping.

- 30 mai : un corps expéditionnaire franco-anglais prend Tianjin.

## Naissances
- 14 mai : Anthon van Rappard, peintre néerlandais († 21 mars 1892).
- 17 mai : Constantin Kryjitski, peintre russe († 4 avril 1911).
- 23 mai : Nikolaï Tchekhov, peintre russe († 29 juin 1889).

## Décès
- 4 mai :
  - Aimé Bonpland, botaniste et explorateur français (° 1773).
  - Alexandre-Adolphe Martin-Delestre, peintre français français (° 1823).
- 5 mai : Charles-Constantin Audé de Sion, militaire russe d'origine française (° 1758).
- 16 mai : Jacques Coghen, négociant, financier et homme politique belge (° 31 octobre 1791).